# Escherichia coli
Escherichia coli (Migula, 1895) Castellani & Chalmers, 1919  è un batterio Gram-negativo ed è la specie tipo del genere Escherichia: se ne distinguono almeno 171 sierotipi, ognuno con una diversa combinazione degli antigeni O, H, K, F. 
Il nome deriva dal suo scopritore, il tedesco-austriaco Theodor Escherich. Appartiene al gruppo degli enterobatteri ed è usato come organismo modello dei batteri.
È una delle specie principali di batteri che vivono nella parte inferiore dell'intestino di animali a sangue caldo (uccelli e mammiferi, incluso l'uomo). Sono necessari per la corretta digestione del cibo. La sua presenza nei corpi idrici segnala la presenza di condizioni di fecalizzazione (è il principale indicatore di contaminazione fecale, insieme con gli enterococchi).
Il numero di cellule di E. coli nelle feci che un umano espelle in un giorno va da 10 a 100 milioni di unità formanti colonia (UFC) per grammo di feci. Il genere Escherichia, insieme ad altri generi (Enterobacter, Klebsiella, Citrobacter, Serratia, ecc.), viene raggruppato sotto il nome di coliformi. Tecnicamente il "gruppo dei coliformi" comprende batteri aerobi e anaerobi non sporigeni.
Nel gruppo dei coliformi la specie Escherichia coli è ampiamente rappresentata ed è in esclusivo rapporto col tratto gastrointestinale dell'uomo e degli altri animali a sangue caldo, a differenza dei microrganismi appartenenti a diversi generi, tra cui Enterobacter, Klebsiella e Citrobacter (che si caratterizzano per una potenziale capacità di ricrescita una volta pervenuti nell'ambiente).
La specie Escherichia coli è un microrganismo a forma di bastoncello, gram-negativo, aerobio e anaerobio facoltativo, non sporigeno, che cresce alla temperatura di 44,5 °C, lattosio-fermentante, indolo-positivo in terreni contenenti triptofano, beta-D-glucuronidasi-positivo. In letteratura, la presenza di questo enzima è stata evidenziata nel 94-99,5 % dei biotipi di Escherichia coli, con l'eccezione dei sierotipi O157:H7.
Alcuni ceppi di Escherichia coli enterotossigeni possono portare alla cosiddetta "diarrea del viaggiatore".

## Contaminazione delle acque
Nelle acque destinate al consumo umano, nelle acque di fonti termali, nelle acque adibite alla balneazione e in altri tipi di matrici (per es. alimenti, cosmetici) è prescritta l'assenza di Escherichia coli in quanto indicatore primario di contaminazione fecale. La mancata rispondenza al valore parametrico stabilito costituisce una non-conformità del prodotto (acqua, alimento, ecc.).
Per la sua ricerca nell'ambiente sono stati elaborati, negli anni più recenti, metodi basati sull'attività enzimatica della beta-D-glucuronidasi (Saggio GUS), evidenziabile dall'idrolisi di beta-glucuronidi cromogeni o fluorogeni con rilascio di composti colorati o fluorescenti; o, allo stesso modo, si usa l'X-gal, facendo leva sull'enzima beta-galattosidasi. Queste caratteristiche, eliminando spesso la necessità di svolgere prove di conferma, permettono di ottenere risultati in tempi più rapidi e di giungere con maggiore accuratezza alla determinazione del microrganismo ricercato.

## Ruolo in patologia
Anche se rappresenta un comune simbionte dell'intestino e ha un ruolo nel processo digestivo, ci sono situazioni in cui E. coli può provocare malattie nell'uomo e negli animali. Alcuni ceppi di E. coli sono l'agente eziologico di malattie intestinali ed extra-intestinali, come infezioni del tratto urinario, meningite, peritonite, setticemia e polmonite. Nel bovino da latte è noto per causare forme acute di mastite.
Alcuni ceppi di E. coli sono tossigenici, producono cioè tossine che possono essere causa di diarrea. La dissenteria da E. coli è una comune tossinfezione alimentare, poiché viene contratta principalmente da alimenti contaminati. La contaminazione può avvenire da carni infette non adeguatamente cotte, da latte non pastorizzato e formaggi derivati, e da altri alimenti contaminati da feci. E. coli produce quattro tipi di tossine che si distinguono, per la diversa sensibilità al trattamento termico, in termolabile e termostabile, e per l'azione tossigena (tossine shiga e tossine emolitiche, HlyA).
La tossina termolabile, denominata LT, è molto simile nella struttura e nelle funzioni alla tossina del colera. Contiene una subunità 'A' e cinque subunità 'B' in un'olotossina. Le subunità B contribuiscono all'aderenza e all'entrata della tossina nelle cellule intestinali dell'ospite, dove la subunità A stimola le cellule a rilasciare acqua, provocando diarrea.

### Sepsi
E. coli è il batterio più comune isolato nelle emocolture nei casi di batteriemia; la colonizzazione del torrente ematico può avvenire a causa di traumi intestinali, tumori del colon e del tenue. Le scarse misure igieniche nel posizionamento di cateteri o di accessi venosi centrali sono comuni cause di batteriemie da E. coli.

### Infezioni dell'apparato urinario
E. coli è comune causa di uretrite e cistite in persone anziane, diabetiche e cateterizzate. Grazie alle fimbrie formanti fasci, ai pili P e alle fimbrie Dr, E. coli riesce ad ancorarsi saldamente all'epitelio di uretra e vescica, resistendo al flusso urinario. Questa condizione è necessaria ma non sufficiente all'instaurarsi dell'infezione. Questa è infatti provocata maggiormente dall'emolisina A (HlyA), in grado di ledere l'epitelio urinario e promuovere chemiotassi, infiammazione e invasione dei tessuti.

### Meningite
E. coli, soprattutto il sierotipo K1, è il principale isolato (insieme con gli streptococchi di gruppo B) nelle emocolture di bambini con età inferiore a 5 anni affetti da meningite.

### Ceppi responsabili di gastroenteriti
| Fattori di virulenza propri delle Enterobacteriaceae | Fattori di virulenza propri delle Enterobacteriaceae                                           |
| ---------------------------------------------------- | ---------------------------------------------------------------------------------------------- |
| Fattori comuni di patogenesi                         |                                                                                                |
| Endotossina                                          | LPS. In grado di provocare lo shock settico.                                                   |
| Capsula                                              | Impedisce la fagocitosi e protegge dall'opsonizzazione.                                        |
| Variazione di fase antigenica                        | Varia antigeni H e K. In grado di eludere la risposta anticorpale.                             |
| Sistema di secrezione tipo 3                         | Sistema di proteine in grado di promuovere la secrezione di tossine all'interno delle cellule. |
| Sequestro dei fattori di crescita                    | Proteine di membrane che trasportano ferro e altri micronutrienti all'interno del batterio.    |
| Resistenza al killing sierico                        | Resistenza costitutiva al complemento e agli anticorpi.                                        |
| Resistenza agli antibiotici                          | Presenza di beta-lattamasi e di variazione dei canali di membrana.                             |

| Fattori di virulenza propri di E. coli | Fattori di virulenza propri di E. coli                             |
| -------------------------------------- | ------------------------------------------------------------------ |
| Adesine                                |                                                                    |
| CFA/1-2-3                              | Antigeni del fattore di colonizzazione.                            |
| AAF/1-2-3                              | Fimbrie di aderenza aggreganti.                                    |
| Bfp                                    | Pili formanti fasci.                                               |
| Intimina                               | Media l'adesione tramite legame con il proprio recettore.          |
| Pili P                                 | Hanno la proprietà di legare gli antigeni del gruppo sanguigno P.  |
| Fimbrie Dr                             | Hanno la proprietà di legare gli antigeni del gruppo sanguigno Dr. |
| Proteine Ipa                           | Proteine di adesione veicolate da un plasmide.                     |
| Esotossine                             |                                                                    |
| STa e STb                              | Tossine stabili al calore.                                         |
| LT-1 e LT-2                            | Tossine labili al calore.                                          |
| Stx-1 e Stx-2                          | Tossine Shiga. Simili a quelle secrete da Shigella.                |
| Emolisina HlyA                         | Lisa gli eritrociti e altri tipi cellulari.                        |

Un "ceppo" di E. coli è un gruppo con caratteristiche particolari in grado di renderlo riconoscibile da altri ceppi di E. coli, analogamente a come si riescono a distinguere cani appartenenti a razze diverse. Diversi ceppi di E. coli vivono in differenti specie animali, così è possibile stabilire se il materiale fecale nelle acque proviene, ad esempio, da uomini o da uccelli.
Nuovi ceppi di E. coli sorgono continuamente dal processo biologico naturale della mutazione, e alcuni di questi ceppi hanno caratteristiche che possono essere nocive per un animale ospite. Sebbene nella maggior parte degli umani adulti un ceppo patogeno non provocherebbe probabilmente altro che diarrea, e potrebbe non dare alcun sintomo, in bambini piccoli o in persone malate o debilitate da malattie recenti, o in persone sotto particolari cure, un nuovo ceppo potrebbe provocare malattie serie e persino la morte. Un esempio di ceppo particolarmente virulento di E. coli è E.coli O157:H7.

#### UPEC
Le infezioni del tratto urinario (UTI) rappresentano una delle più comuni infezioni causate da batteri in grado di risalire l'uretra fino alla vescica. L'infezione della vescica prende il nome di cistite. Se l'infezione batterica si diffonde ai reni e agli ureteri, si parla di pielonefrite. La cistite è considerata un'infezione delle basse vie urinarie, la pielonefrite interessa le alte vie urinarie ed è più grave. I ceppi di E. coli uropatogeni (UPEC) sono responsabili di circa il 90% delle cistiti non complicate acquisite in comunità. Nel primo stadio del processo infettivo, le fimbrie rappresentano il fattore adesivo che consente a E. coli di aderire alle cellule uro-epiteliali. Alcuni studi hanno suggerito che il consumo di prodotti a base di mirtillo (Vaccinium macrocarpon) sono utili nella prevenzione delle infezioni del tratto urinario. Le proantocianidine presenti nel mirtillo contengono legami di tipo A e sono responsabili dell'azione preventiva nei confronti dell'adesione dei ceppi di E. coli, che posseggono fimbrie di tipo P, alle cellule uro-epiteliali.

#### EPEC
L'E. coli enteropatogeno (EPEC) fu il primo patogeno associato con la malattia diarroica ed è tuttora una causa importante nei pazienti in età pediatrica. La tipizzazione sierologica degli antigeni O non risulta utile nel caso di EPEC. La malattia è causata dal fatto che questi ceppi sono in grado di aderire all'epitelio dell'intestino tenue e di interferire con l'assorbimento delle sostanze; questo provoca la formazione di un ambiente iperosmolare nel lume dell'intestino, un conseguente richiamo d'acqua e, infine, la diarrea. 
Il quadro di adesione all'epitelio e la distruzione dei microvilli giustifica la definizione di istopatologia A/E (attachment/effacement). I ceppi di E. coli che esprimono bfp possono stabilire dei blandi legami con la tonaca mucosa, consentendo al sistema di secrezione di tipo 3 di installare sulla membrana degli enterociti il recettore traslocato per l'intimina. Quest'ultimo permette il legame tenace di E. coli, grazie all'intimina espressa sulla membrana del batterio.

#### ETEC
Questi ceppi (E. coli enterotossigeno) sono in grado di provocare gastroenteriti molto gravi, soprattutto nei viaggiatori e nelle persone che hanno ingerito cibi o liquidi contaminati da feci. Questi ceppi producono sia tossine labili al calore (LT-1 e LT-2), sia tossine stabili al calore (StA e Stb). LT-1 è formata da una subunità A e da cinque subunità B; queste ultime sono in grado di legare un ganglioside con un residuo di acido sialico (GM1) particolarmente espresso dagli enterociti. Il legame promuove l'internalizzazione della subunità A, una proteina con attività ADP - ribosiltransferasica nei confronti di una proteina G stimolatoria, in grado di attivare l'adenilato ciclasi. Gli elevati livelli di amp ciclico, portano a un rapido rilascio dei soluti nel lume intestinale; questi richiamano acqua e il quadro clinico connesso è la diarrea. Analogamente a LT-1, StA lega GM1; tuttavia la sua attività influenza la guanilato ciclasi e non l'adenilato ciclasi. 
Si noti come l'attività di LT-1 assomigli all'attività della tossina di Vibrio cholerae; tuttavia, LT-1 ha un'attività molto minore. I geni che codificano per LT-1 e per StA si trovano in un plasmide associati ai geni che codificano per AAF/1, AAF/2 e AAF/3, importanti fattori di adesione in grado di garantire una colonizzazione più duratura dei ceppi ETEC (i fattori di virulenza sono quindi trasmissibili). 
Negli USA vengono registrati circa 80.000 casi l'anno.

#### EHEC
I ceppi di E. coli enteroemorragico sono i principali responsabili di malattia nei paesi industrializzati. Si calcola che questi batteri causino circa 73.000 casi d'infezione e quasi 60 morti ogni anno negli USA. Circa 50 sierotipi causano malattia; tuttavia il sierogruppo principalmente responsabile è O157:H7. L'ingestione di meno di 100 bacilli può causare la malattia; questa è stata associata al consumo di carne di manzo o pollo non ben cotta, di latte non pastorizzato, di succhi di frutta contaminati (ad esempio da feci bovine) e di verdura cruda.
La malattia si manifesta a carico dell'intestino crasso dopo un periodo di incubazione di 3-4 giorni durante i quali comincia a comparire una diarrea non sanguinolenta. Circa al terzo giorno compaiono forti dolori addominali accompagnati da diarrea sanguinolenta. I ceppi EHEC sono in grado di promuovere un'istopatologia A/E (vedi EPEC) e di secernere la tossina Stx-1 (identica alla tossina di Shigella) insieme con la tossina Stx-2 (60% di analogia alla tossina di Shigella).
Entrambe le tossine sono codificate da fagi lisogeni e hanno una subunità A e cinque subunità B, in grado di legarsi al globotriaosilceramide o Gb3. Il legame con questo recettore promuove l'internalizzazione della subunità A nell'enterocita; questa è in grado di legarsi al frammento di RNA ribosomiale 28s, bloccando la sintesi proteica. La distruzione degli enterociti, accompagnata da una diminuzione della capacità di assorbimento, comporta la presenza di una diarrea molto liquida e sanguinolenta. La produzione di Stx-2 si associa spesso (nel 10% dei ragazzi con diarrea da EHEC) alla sindrome emolitico-uremica (HUS in inglese o SEU in italiano), caratterizzata da:
- Insufficienza renale acuta
- Trombocitopenia
- Anemia emolitica
- Microangiopatia

Infatti Stx-2 è in grado di legarsi con maggior affinità al Gb3 espresso dalle cellule renali, provocandone la distruzione. 
Inoltre le tossine Stx sono in grado di stimolare la produzione di TNF-α e interleuchina-6 che, oltre a sostenere il quadro infiammatorio, promuovono l'esposizione di Gb3.
E. coli O157:H7, al contrario degli altri sierotipi, non fermenta il sorbitolo; questo permette l'identificazione nei terreni agar Mac Conkey contenenti sorbitolo (si valutano le colonie che mancano dell'attività fermentativa).
Tuttavia l'esame colturale deve essere affiancato dall'identificazione delle tossine mediante test immunoenzimatici commerciali. I ceppi O124, O143 e O164 (E. coli enteroinvasivi), strettamente simili a Shigella, sono in grado di provocare diarrea sanguinolenta (sono inoltre presenti leucociti), crampi addominali e febbre. Una serie di geni espressi in un plasmide, denominati pInv, codificano per una serie di proteine di membrana in grado di promuovere la fagocitosi e la lisi intracellulare del vacuolo fagocitico, con proliferazione del batterio all'interno del citoplasma degli enterociti dell'intestino crasso. Questo comporta depolimerizzazione dell'actina (come listeria), lisi cellulare ed emorragia. I quadri più gravi evolvono in ulcerazioni dell'intestino.

#### EAEC
E. coli enteroaggreganti sono coinvolti in una diarrea acquosa persistente nei viaggiatori e negli infanti dei paesi in via di sviluppo. Questi ceppi esprimono sia Bfp sia AAF/1, AAF/2 e AAF/3 (tutti codificati da un plasmide), fattori di adesione in grado di promuovere la colonizzazione dell'intestino tenue, con stimolazione della produzione di muco. Questo forma un biofilm in grado di isolare e aggregare i batteri. In seguito all'aggregazione si ha riduzione della lunghezza dei microvilli, infiltrazione mononucleata ed emorragia.

#### DAEC
E. coli diffusamente aderenti provocano una diarrea acquosa benigna nei bambini di età compresa tra 1 e 5 anni. Il quadro è provocato da un allungamento dei microvilli degli enterociti dell'intestino tenue, con inglobamento dei batteri negli enterociti.

### Resistenza agli antibiotici
Un rapporto congiunto del Centro europeo per la prevenzione e il controllo delle malattie (Ecdc), dell’Autorità europea per la sicurezza alimentare (Efsa) e dell’Agenzia europea per i medicinali (Ema), datato maggio 2025, ha stimato tra il 2014 e il2021 una riduzione del 40% dell'impiego di antibiotici negli animali destinati all'alimentazione umana. A ciò è corrisposto una riduzione dei casi di resistenza per l'Esterichia Coli.

## Uso in biotecnologie
Trattandosi di un batterio molto studiato e con DNA facilmente modificabile è molto utilizzato in processi biotecnologici, cioè di recombineering del DNA con l'inserimento di DNA di altri batteri per ottenere organismi non presenti e non ottenibili in natura, allo scopo di produrre sostanze con processi biotecnologici.
L'Escherichia coli ingegnerizzato è utilizzato per la degradazione dei rifiuti, ad esempio le materie plastiche.